# Monarcha leucotis
Monarcha leucotis é uma espécie de ave da família Monarchidae.
É endémica da Austrália.
Os seus habitats naturais são: florestas subtropicais ou tropicais húmidas de baixa altitude.